# Сан-Франсиску-ду-Мараньян

Сан-Франсиску-ду-Мараньян на карте штата.

Сан-Франсиску-ду-Мараньян (порт. São Francisco do Maranhão) — муниципалитет в Бразилии, входит в штат Мараньян. Составная часть мезорегиона Восток штата Мараньян. Входит в экономико-статистический микрорегион Шападас-ду-Алту-Итапекуру. Население составляет 12 146 человек на 2010 год. Занимает площадь 2280,205 км². Плотность населения — 5,33 чел./км².
Праздник города — 10 мая. 

## История
Город основан 10 мая 1924 года.

## Демография
Согласно сведениям, собранным в ходе переписи 2010 г. Национальным институтом географии и статистики (IBGE), население муниципалитета составляет:
| Полное население                               | Полное население                               | Полное население                               | Полное население                               | 12 146 |
| ---------------------------------------------- | ---------------------------------------------- | ---------------------------------------------- | ---------------------------------------------- | ------ |
| в том числе:                                   | Городское население                            | 4104                                           | Процент городского населения, %                | 33,79  |
|                                                | Сельское население                             | 8042                                           | Процент сельского населения, %                 | 66,21  |
|                                                | Мужское население                              | 6152                                           | Процент мужского населения, %                  | 50,65  |
|                                                | Женское население                              | 5994                                           | Процент женского населения, %                  | 49,35  |
| Плотность населения, чел/км²                   | Плотность населения, чел/км²                   | Плотность населения, чел/км²                   | Плотность населения, чел/км²                   | 5,33   |
| Население муниципалитета в % к населению штата | Население муниципалитета в % к населению штата | Население муниципалитета в % к населению штата | Население муниципалитета в % к населению штата | 0,18   |

По данным оценки 2016 года, население муниципалитета составляет 11 966 жителей.

## Статистика
- Валовой внутренний продукт на 2003 год составляет 14 657 303,00 реалов (данные: Бразильский институт географии и статистики).
- Валовой внутренний продукт на душу населения на 2003 год составляет 1142,51 реала (данные: Бразильский институт географии и статистики).
- Индекс развития человеческого потенциала на 2000 год составляет 0,555 (данные: Программа развития ООН).